# Georges Bernard (résistant)
Pour les articles homonymes, voir Georges Bernard et Bernard.
Georges Bernard, né le 28 octobre 1921 à Tours et mort fusillé le 27 octobre 1942 à Avon-les-Roches, est un résistant français, militant communiste et membre des Francs-Tireurs et Partisans,.

## Biographie
Après l'obtention d'un CAP, Georges Bernard travaille comme ajusteur en usine. Il se marie et le couple a un enfant.
Lorsque la France est sous occupation allemande, il milite au sein du Parti communiste clandestin.
Responsable d'un groupe des Bataillons de la jeunesse, futur Francs-Tireurs et Partisans, il participe notamment en 1942 au sabotage de la voie ferrée Paris-Bordeaux et à un attentat manqué contre Marcel Déat, figure de la collaboration pendant l'Occupation : le 16 mars 1942, lors d'une conférence au théâtre de Tours, il lance un engin explosif artisanal depuis les troisièmes galeries, mais la mèche s'éteignit après que Marcel Déat ait saisi la bombe qui avait atterri sur la table derrière laquelle il faisait son discours et l'ait jeté violement au sol, l'engin n'explosa pas,.
Les auteurs de l'attentat, Georges Bernard et Maxime Bourdon, responsable du Front national, ainsi que Louis André et Maurice Beaufils, seront retrouvés et fusillés en compagnie de quatre autres jeunes communistes, selon un témoin de l'attentat, au camp du Ruchard (Avon-les-Roches, Indre-et-Loire).

## Reconnaissance
Georges Bernard est reconnu résistant FFI et la mention Mort pour la France lui est attribuée  le 4 août 1948.
La rue Georges-Bernard, à Évreux, porte son nom.